# 埃赞皮内
埃赞皮内（法語：Eyzin-Pinet，法語發音：[ezɛ̃ pinɛ]）是法国伊泽尔省的一个市镇，位于该省西北部，属于维埃纳区。

## 地理
埃赞皮内（45°28'23"N, 4°59'56"E）面积28.44 平方千米，位于法国奥弗涅-罗讷-阿尔卑斯大区伊泽尔省，该省份为法国东南部内陆省份，北起顺时针与安省、萨瓦省、上阿尔卑斯省、德龙省、阿尔代什省、卢瓦尔省和罗讷省。
与埃赞皮内接壤的市镇（或旧市镇、城区）包括：圣索尔兰德维埃纳、萨瓦-梅潘、库尔和比伊、埃斯特拉布兰、梅谢、穆瓦迪约-代图尔布、蒙瑟沃鲁。

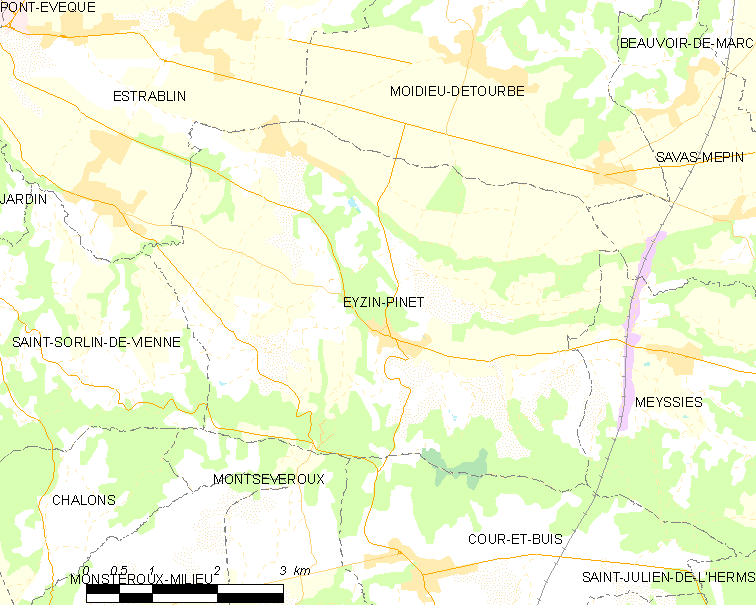
埃赞皮内的OSM定位图

埃赞皮内的时区为UTC+01:00、UTC+02:00（夏令时）。

## 行政
埃赞皮内的邮政编码为38780，INSEE市镇编码为38160。

## 政治
埃赞皮内所属的省级选区为维埃纳第二县。

## 人口

1962-2008年间埃赞皮内人口变化图示

埃赞皮内于2022年1月1日时的人口数量为2301人。